# Agraharahosahalli, Gauribidanur
Agraharahosahalli là một làng thuộc tehsil Gauribidanur, huyện Kolar, bang Karnataka, Ấn Độ.